# Réserve naturelle nationale de Frankenthal-Missheimle
La réserve naturelle nationale de Frankenthal-Missheimle (RNN126) est une réserve naturelle nationale d’Alsace en région Grand Est. Créée en 1989, dans le parc naturel régional des Ballons des Vosges, sur une superficie de 746,36 hectares, elle protège un secteur du versant alsacien de la haute crête des Vosges.

## Localisation

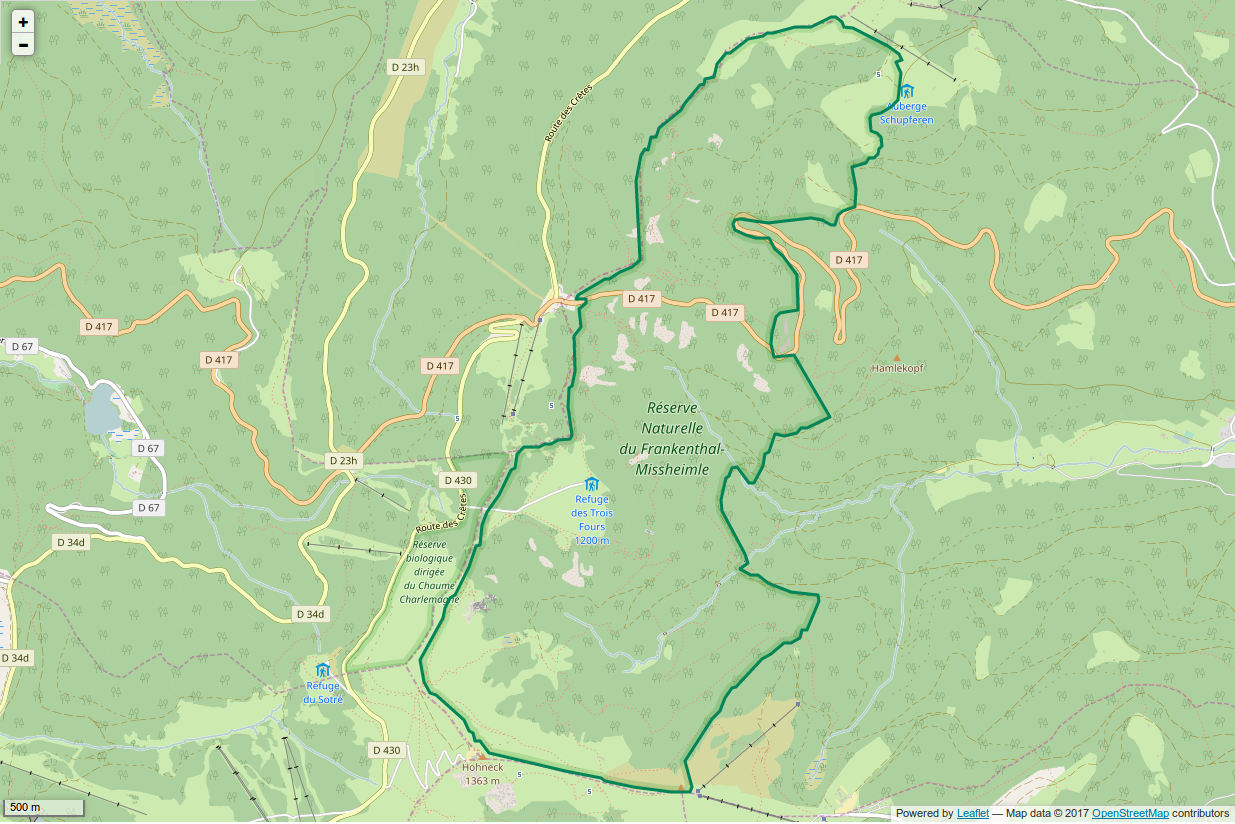
Périmètre de la réserve naturelle.

Le territoire de la réserve naturelle est en Alsace, dans le département du Haut-Rhin, sur la commune de Stosswihr dans la vallée de Munster. Son altitude varie entre 690 et 1 363 m. On y accède par la D417 qui relie Colmar à Gérardmer par le col de la Schlucht. En été, une ligne de bus régulière (la navette des crêtes) dessert ce site.

## Histoire du site et de la réserve
Le site et la région ont connu une occupation par les Mérovingiens et Carolingiens comme le rappellent quelques toponymes (grotte Dagobert, vallée des Francs (Frankenthal). La forêt était chassée et exploitée, mais ne semble pas avoir fait l'objet de déboisement avant les années 660, date de la construction d'une abbaye à Munster qui a encouragé les coupes sur le massif du Hohneck pour le bois et la création de pâtures. En 1766, la coupe du bois a été réglementée dans la vallée. Plus tard, avec la déprise agricole, le couvert arboré reprendra de l'importance, de 1914 aux années 2000.

## Écologie (biodiversité, intérêt écopaysager…)

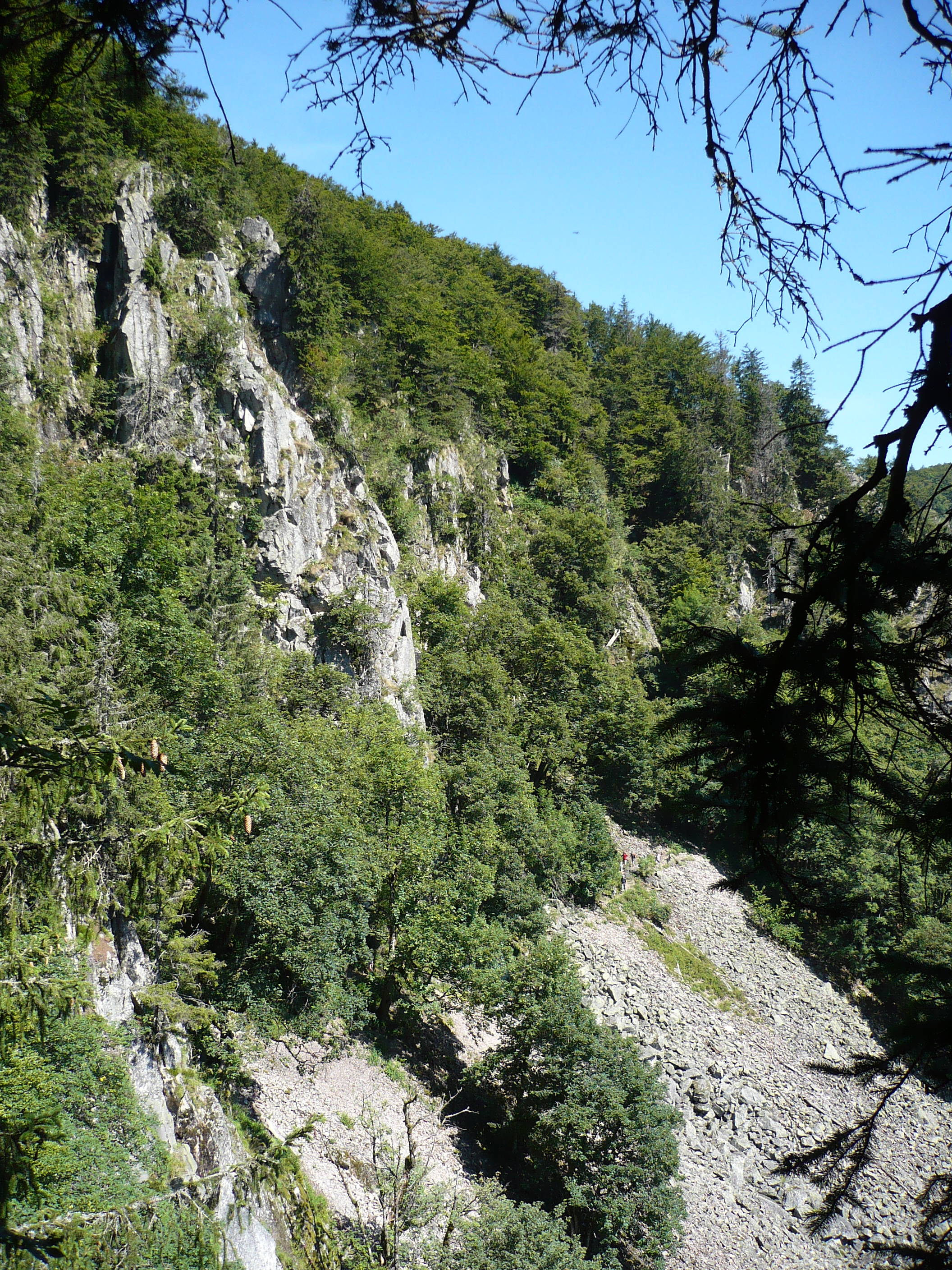
Pierrier au sentier des Roches.

Le paysage est marqué par un fort relief et un climat comparable à celui de Reykjavik qui lui confère des caractéristiques « alpines », avec d'anciens cirques glaciaires et des couloirs d'avalanche présentant des milieux ouverts particuliers. Le climat subarctique a permis la préservation d'espèces et de paysages datant de l'ère glaciaire (hautes-chaumes, forêts de hêtres et de sapins, tourbières).

### Flore

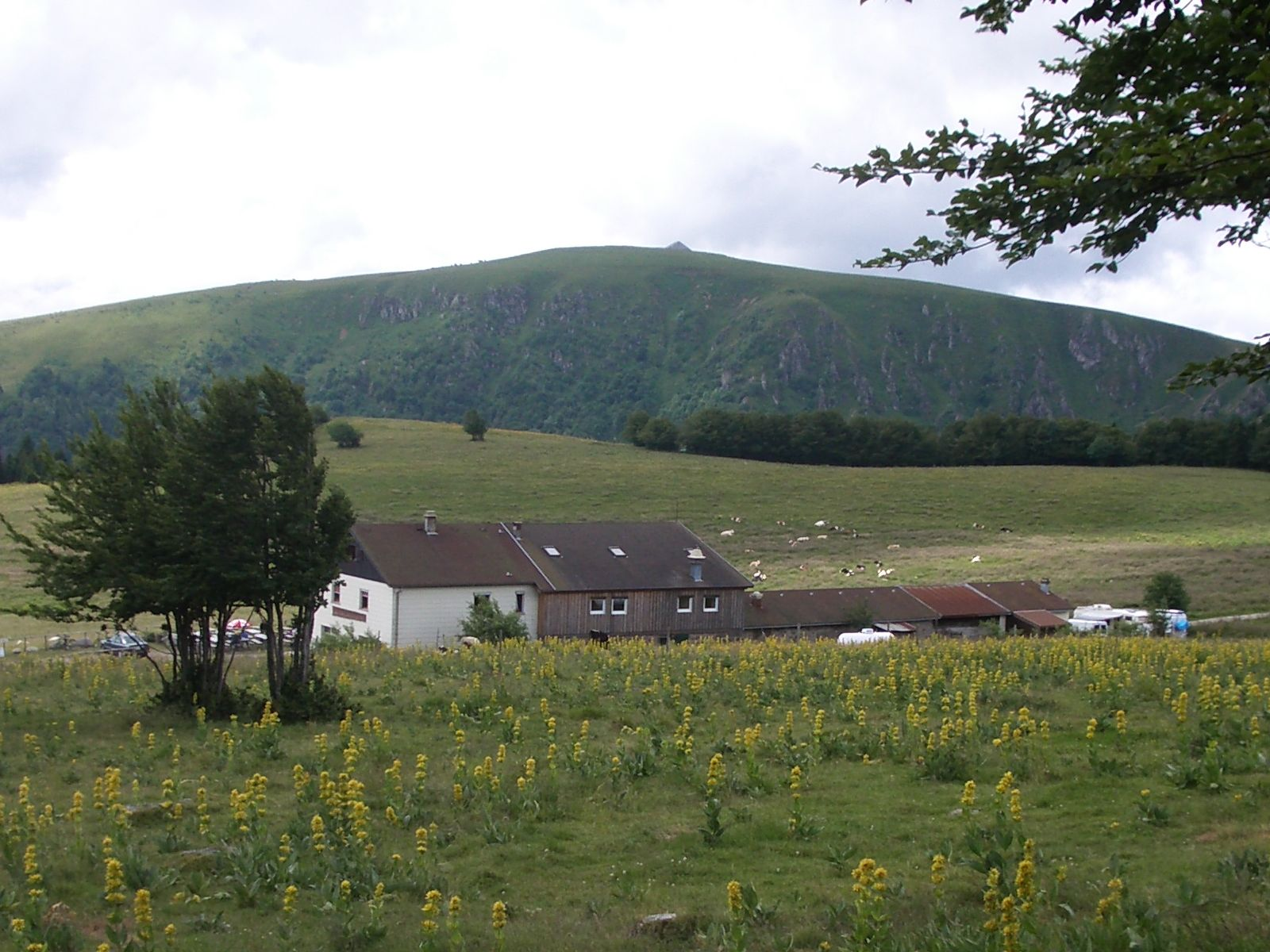
Refuge des Trois-Fours et Hohneck.

En période estivale, l'œillet superbe, la digitale à grandes fleurs et le lis martagon sont observables dans les couloirs d'avalanches ensoleillés. Dans les couloirs plus humides on trouvera des herbes géantes (tels l'épilobe, l'adenostyle et le laiteron des montagnes) caractéristiques de la mégaphorbiaie. Sur les pentes en dehors de ces couloirs d'avalanches poussent des érables, des sycomores, et des arbustes (merisier, groseillier et rosier des Alpes, sorbier des oiseleurs).
La forêt est principalement composée de sapins et de hêtres avec quelques rares tâches d'épicéa. Au-delà de 1 100 m d'altitude, les hêtres sont les seuls arbres capables de supporter les incessants contrastes thermiques. Dans les hautes chaumes, la pulsatille d'Autriche (Anemone scherfelii) (espèce protégée au niveau régional) est une autre espèce rescapée de l'ère glaciaire. Elle fleurit à la fin du printemps. Les tourbières de la réserve abritent des prêles, des canneberges et une plante insectivore, la drosera à feuilles rondes.

### Faune

#### Oiseaux
On note la présence du coq de bruyère (ou grand tétras), de la sittelle torchepot (Sitta europaea), de la chouette de Tengmalm, du faucon pèlerin, du hibou grand-duc et du grand corbeau (Corvus corax), et d'autres plus fréquentes (pic, merle, mésange, gélinotte des bois).

#### Mammifères
Pour les grands mammifères sauvages, on peut citer le lynx, le chevreuil et le chamois. La superficie de la réserve n'est pas assez importante pour que le lynx y réside à demeure. Le chamois pour sa part fréquente les hautes chaumes le matin et le soir et passe le reste de la journée sur les pentes abruptes rocheuses ou forestières. Parmi les petits prédateurs, on signale le renard et la martre qui se nourrissent de passereaux, de petits rongeurs, d’écureuils et d'insectes. Le pastoralisme est autorisé mais réglementé : la race bovine rustique vosgienne est présente dans les hautes chaumes en été.

#### Reptiles et amphibiens
Le lézard vivipare est visible dans les tourbières.

#### Insectes
Les deux espèces emblématiques de la réserves sont le nacré de la canneberge, observé dans les tourbières à proximité de sa plante hôte et la chrysomèle alpine des composées (Oreina cacaliae), un petit coléoptère des couloirs d'avalanches humides.

### Champignons, lichens et autres organismes remarquables
La girolle et le pied-de-mouton sont présents en grandes quantités.

### État, pressions ou menaces, réponses
La principale pression provient de la fréquentation, selon le bilan patrimonial de la réserve pour 2006.

## Intérêt touristique et pédagogique

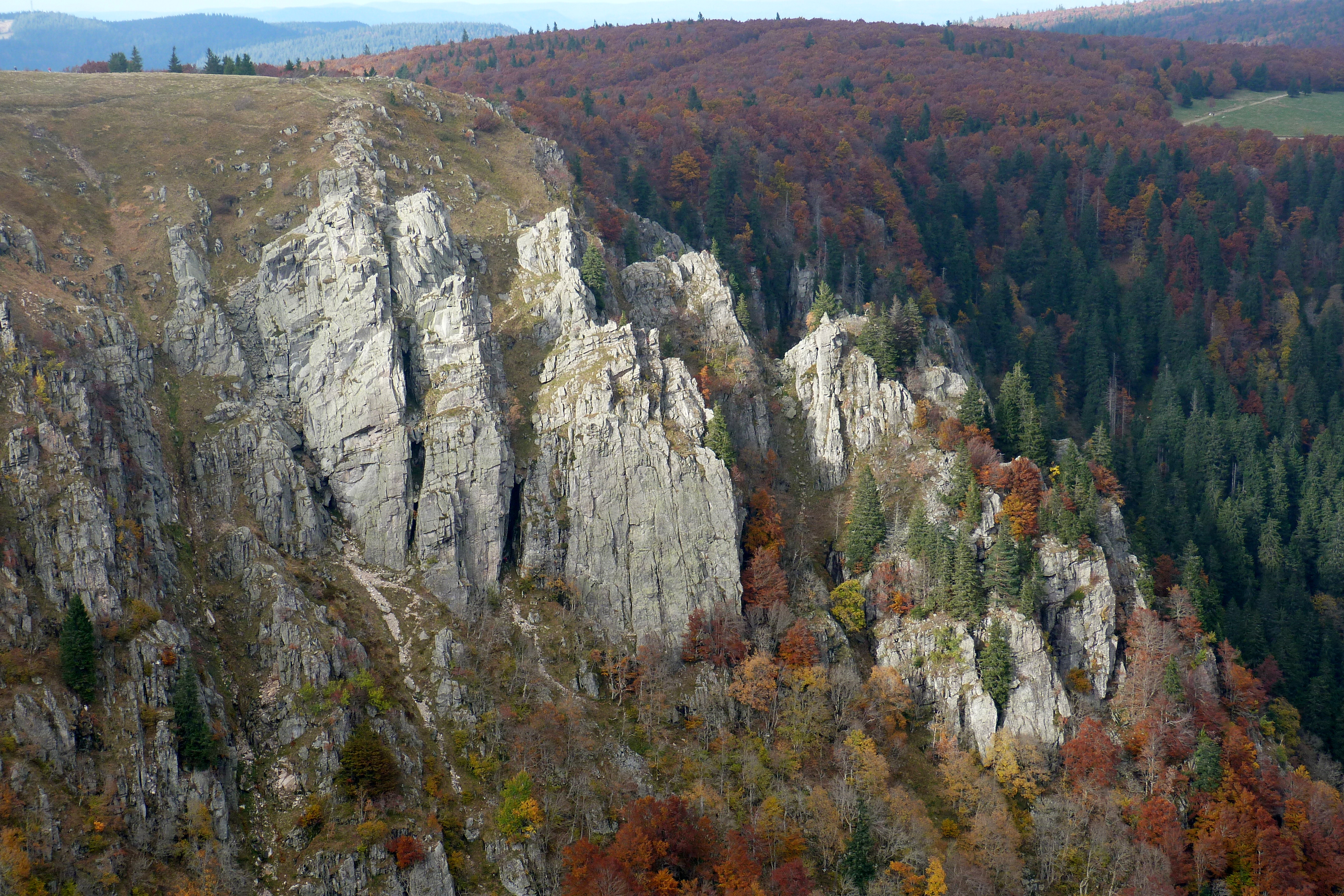
La Martinswand.

La réserve est traversée par le GR 5. On peut y pratiquer la randonnée (à pied ou en raquettes), le ski et le VTT. Le rocher de la Martinswand permet la pratique de l'escalade. À proximité, le refuge CAF des Trois Fours accueille les randonneurs.
Le sentier des Roches au profil escarpé avec ses escaliers et tunnels parcourt le versant abrupt depuis le col de la Schlucht.
En été, la marcairie de Frankenthal accueille les promeneurs de passage. Ce bâtiment date de 1927. À l'origine, c'était une ferme d'estive permettant d'héberger les vaches et le vacher chargé de garder les bêtes et de fabriquer les fromages.

## Administration, plan de gestion, règlement
La réserve naturelle est gérée par le Parc naturel régional des Ballons des Vosges.

### Plan de gestion
Le plan de gestion (2001-2005) a été évalué en 2006, concluant qu'un suivi plus fin de l’évolution du milieu et des populations d’espèces devait être mis en place, ainsi qu'une gestion de la fréquentation et une communication accrue vers le public. Le taux de réalisation des objectifs du plan a été de 63 %, avec des résultats mesurables pour 60 % de ces opérations (satisfaisant à très satisfaisant pour 40 % des cas, 24 % des objectifs opérationnels étant pleinement atteints, ce qui peut traduire un manque de moyens par rapport aux ambitions. 
Coût moyen de gestion : 230 €/ha, couverts à 60 % par le budget d’investissement.

### Règlement
La randonnée est libre sur les sentiers balisés, toutefois les chiens ne sont admis que sur le GR 5 et doivent être tenus en laisse. Véhicules à moteurs, feux, camping et bivouacs, sont interdits ; de même que les prélèvements d'animaux ou de végétaux. Le pastoralisme, la chasse et les activités forestières sont pour leur part réglementés.

### Outils et statut juridique
La réserve naturelle a été créée par un décret du 19 octobre 1995.